# Каснев
Каснев (фр. Caseneuve) насеље је и општина у Француској у региону Прованса-Алпи-Азурна обала, у департману Воклиз која припада префектури Апт.
По подацима из 2011. године у општини је живело 475 становника, а густина насељености је износила 26,23 становника/km². Општина се простире на површини од 18,11 km². Налази се на средњој надморској висини од 655 метара (максималној 599 m, а минималној 244 m).

## Демографија
| 1962. | 1968. | 1975. | 1982. | 1990. | 1999. | 2011. |
| ----- | ----- | ----- | ----- | ----- | ----- | ----- |
| 176   | 217   | 206   | 242   | 313   | 355   | 475   |

График промене броја становника у току последњих година